# Ritratto di Carolina Zucchi
Ritratto di Carolina Zucchi è un dipinto a olio su tela eseguito tra il 1825 e il 1835 circa dal pittore italiano Francesco Hayez e conservato nei Musei Civici di Monza.